# Vinička vas
Vinička vas – wieś w Słowenii, w gminie Lenart. W 2018 roku liczyła 158 mieszkańców.